# Nis Lorenzen
Nis Lorenzen (ved dåben: Nis Lorenzen Lilholt) (født 30. marts 1794 på gården Lilholt i Halk Sogn, død 14. marts 1860 sammesteds) var en dansk bonde og sognefoged, og var en af de første, der kæmpede for den danske sag i Slesvig.
Nis Lorenzen fastholdt arvegården Lilholt under landbrugskrisen i begyndelsen af 1800-tallet.Han blev i en ung alder både sognefoged og kirkeværge. Han blev valgt til Stænderforsamlingen ca. 1834 og i 1836 rejste han sig i Stænderforsamlingen og krævede indførelse af dansk øvrigheds- og retssprog i Slesvig. Det skulle være i de områder i Slesvig, hvor dansk var undervisningssprog. Det skete med følgende begrundelsen: "Embedsmanden er dog vel i landet for folkets skyld".
Kongens afgørelse i sprogsagen, bevirkede at Nis Lorenzen i protest nægtede at deltage i stænderforsamlingens møder. Han var i 1843 med til at arrangere den første sprogfest på Skamlingsbanken og var medstifter af Den Slesvigske forening. Ved borgerkrigens udbrud i marts 1848 var Nis Lorenzen med til at udsende et opråb, om at samle de slesvigske bønder på dansk side. Herefter beskæftigede han sig mindre og mindre med politik og overlod arbejdet til bl.a. Laurids Skau og H.A. Krüger.
Han er nævnt på Skamlingsbankestøtten og  begravet på Halk Kirkegård.